# The Cottage
The Cottage ist ein Horrorfilm aus dem Jahr 2008 mit Elementen von schwarzem Humor. Für Drehbuch und Regie war Paul Andrew Williams verantwortlich.

## Handlung
Die Handlung beginnt in einem kleinen Landhaus (Cottage) in England: Die Brüder Peter und David entführen Tracey, die Stieftochter von Arnie, einem Unterweltboss. Nach einer hitzigen Unterhaltung am Küchentisch holen Peter und David ihr Opfer aus dem Kofferraum. Als sie Tracey die Treppe hochschleppen, wird Peter von ihrem Ausschnitt abgelenkt, wodurch er nicht merkt, dass sie mittlerweile aufgewacht ist. Sie gibt ihm mehrere Kopfnüsse, so dass Peter vor Schmerz schreit. David greift ein, unterbindet die Rangelei und kümmert sich um Peters blutige Nase. Anschließend fesselt er Tracey an ein Bett. Die Sache beginnt schiefzugehen, als Andrew, Arnies minderbemittelter Sohn und Traceys Stiefbruder, das Lösegeld überbringt. Anstatt Geld enthält die Tasche nur Taschentücher. David und Peter merken, dass sie nicht nur reingelegt wurden, sondern dass Arnie auch weiß, dass Andrew in die Sache verstrickt ist.
Nachdem Peter versehentlich sein Handy in eine Pfütze fallen lässt, geht David ins Dorf, um von einer Telefonzelle erneut Lösegeld einzufordern. Währenddessen trifft er auf ein paar finstere Einheimische, die wissen, dass er im Barnarby Cottage mit einigen anderen „Fremden“ untergekommen ist und ihn warnen, seine Türen verschlossen zu halten. Verstört kehrt David zurück und findet heraus, dass die verschlagene Tracey Andrew außer Gefecht gesetzt und Peter entführt hat.
Etwas weiter kommen Peter und Tracey zu einer merkwürdigen Farm. Nachdem sie in das Haus gegangen sind, entdecken sie schnell, dass sie im Haus eines irren, deformierten Serienkillers geraten sind, der nur als „Der Farmer“ bekannt ist.
Nachdem sie eine Falltür in der Küche öffnen, hinter der sie eine geheime Treppe in den Keller entdecken, sticht der entstellte Farmer von hinten auf Tracey ein. Verängstigt flieht Peter ins Obergeschoss und springt aus dem Schlafzimmerfenster. Tracey überlebte ihre Verletzung und schreit nach Peter, er solle ihr ebenfalls bei der Flucht helfen. Währenddessen kommt auch der Farmer wieder in den unteren Teil des Anwesens. Peter setzt diesen mit einem Schaufelhieb außer Gefecht und rettet so Traceys Leben. Tracey drängt Peter daraufhin den Irren umzubringen, aber der Farmer erwacht während der Diskussion und schlägt ein Stück von Peters Fuß mit der Schaufel ab. Als der Farmer dabei ist, Peter zu töten, macht sich Tracey über ihn lustig, fordert ihn auf, sich zu beeilen. Frustriert wendet sich der Farmer plötzlich Tracey zu und trennt ihren Schädel durch den Oberkiefer ab. Daraufhin schlägt er den hysterischen Peter bewusstlos und hängt in mit seiner Jacke an einen Fleischerhaken in einem Schuppen.
Unterdessen entdecken Andrew und David Andrews Friseur Steven, der ausgeweidet wurde, bevor sie sich auf die Suche nach Peter und Tracey machen. Dabei stolpern sie über einen von Arnies Schergen, dem die Gurgel aufgeschlitzt wurde. Bald nachdem sie die Farm erreicht haben, finden sie einen Schuppen mit diversen abgetrennten Köpfen. Der Farmer taucht plötzlich auf. David und Andrew stürzen nach draußen, wo der Farmer David mit einer rostigen Spitzhacke durch sein Bein an den Boden nagelt. Er jagt anschließend Andrew in die nahe gelegenen Pferdeställe, wo er ihn mit einer Machete ermordet. Anschließend trennt er seine Wirbelsäule vom Körper und reißt das Rückgrat mitsamt dem Kopf heraus.
Peter erwacht und kann sich selbst vom Haken befreien dann kriecht über den Boden zu David. Beide schleppen sich ins Farmhaus auf der Suche nach einem Telefon. Der Farmer taucht schnell wieder auf und wirft Andrews Kopf samt Rückgrat durch das Fenster. David versucht seinen Bruder zu verteidigen, wird aber selbst vom Farmer mit der Spitzhacke in das Herz gestochen. Peter beginnt den Farmer mit einem Seil zu würgen.
Der Farmer seinerseits kann Peter ihn den Keller werfen, wobei ein Küchenschrank auf ihn fällt und die Falltür schließt. Aber Peter hat immer noch das Seil und würgt den Farmer weiter, bis er endlich auf den Boden fällt. Da die Falltür durch das Gewicht des Schrankes und des Farmers blockiert ist, kann Peter sich nicht befreien.
Da er sonst nirgends hingehen kann, geht er tiefer in den Keller. Peter zündet sein Feuerzeug an und entdeckt die ebenfalls entstellte Familie des Farmers. „Das muss ein Alptraum sein“, sind seine letzten Worte, bevor das Licht ausgeht und er von der degenerierten Familie angegriffen wird.
Nach dem Abspann kommen Arnie und seine rechte Hand zur Farm. Als sie sich der Tür nähern, stürmt plötzlich der Farmer heraus und attackiert sie mit der Spitzhacke. Während er sie schwingt, friert das Bild ein und wird schwarz.

## Kritiken
„Erst setzt Indie-Regisseur Paul Andrew Williams (‚London to Brighton‘) auf spritzige Dialoge, dann spritzen Blut und Gedärm, und ein deftiger, effektvoll gestylter Survival-Splatter beginnt. […] Fazit: Gefundenes Fressen – nur für Hartgesottene!“

„Fazit: Neben all den tollen englischen Darstellern und dem britischen (recht makaberen) Humor überzeugt The Cottage auch durch seine Brutalitäten. Die sind zwar heftig deftig, werden einem aber nicht so permanent um die Ohren geschlagen, wie das bei den aktuellen Gewaltpornos der Fall ist.“

„Der Versuch einer rabenschwarzen Kriminalkomödie. Der Regisseur scheint sein formales Scheitern in der zweiten Hälfte einzusehen und wandelt seinen Film in eine lupenreine Splatter-Orgie um.“